# One Last Thing...
One Last Thing... (Meu Último Desejo) é um filme estadunidense de 2006 produzido pela HDNet Films e distribuído por Magnolia Pictures. É dirigido por Alex Steyermark e escrito por Barry Stringfellow.

## Sinopse
Dylan, um estudante em fase terminal da vida (devido a um tumor cerebral), vive com sua mãe, Carol na Pensilvânia. Ele recebe um convite para participar de um programa em que é concedido um último desejo, e o seu é passar um final-de-semana sozinho com a modelo Nikki Sinclair.

## Elenco
- Michael Angarano .... Dylan Jameison
- Cynthia Nixon .... Carol Jameison
- Sunny Mabrey .... Nikki Sinclaire
- Matt Bush .... Ricky
- Gideon Glick .... Slap
- Gina Gershon .... Arlene
- Wyclef Jean .... Emmett Ducasse
- Gia Carides .... Madelene
- Johnny Messner .... Jason O'Malley
- Richie Rich .... Ele mesmo
- Lucas Caleb Rooney .... Policial
- Dana Eskelson .... Patti
- George Seminara .... Mr. Helmbreck
- Amanda Goodman .... Amy
- Brian Stokes Mitchell .... Dr. Emerson